# Babianka (kolonia)
Babianka – kolonia w Polsce położona w województwie lubelskim, w powiecie parczewskim, w gminie Parczew.
W latach 1975–1998 miejscowość administracyjnie należała do województwa bialskopodlaskiego.